# Бакланов, Михаил Иванович

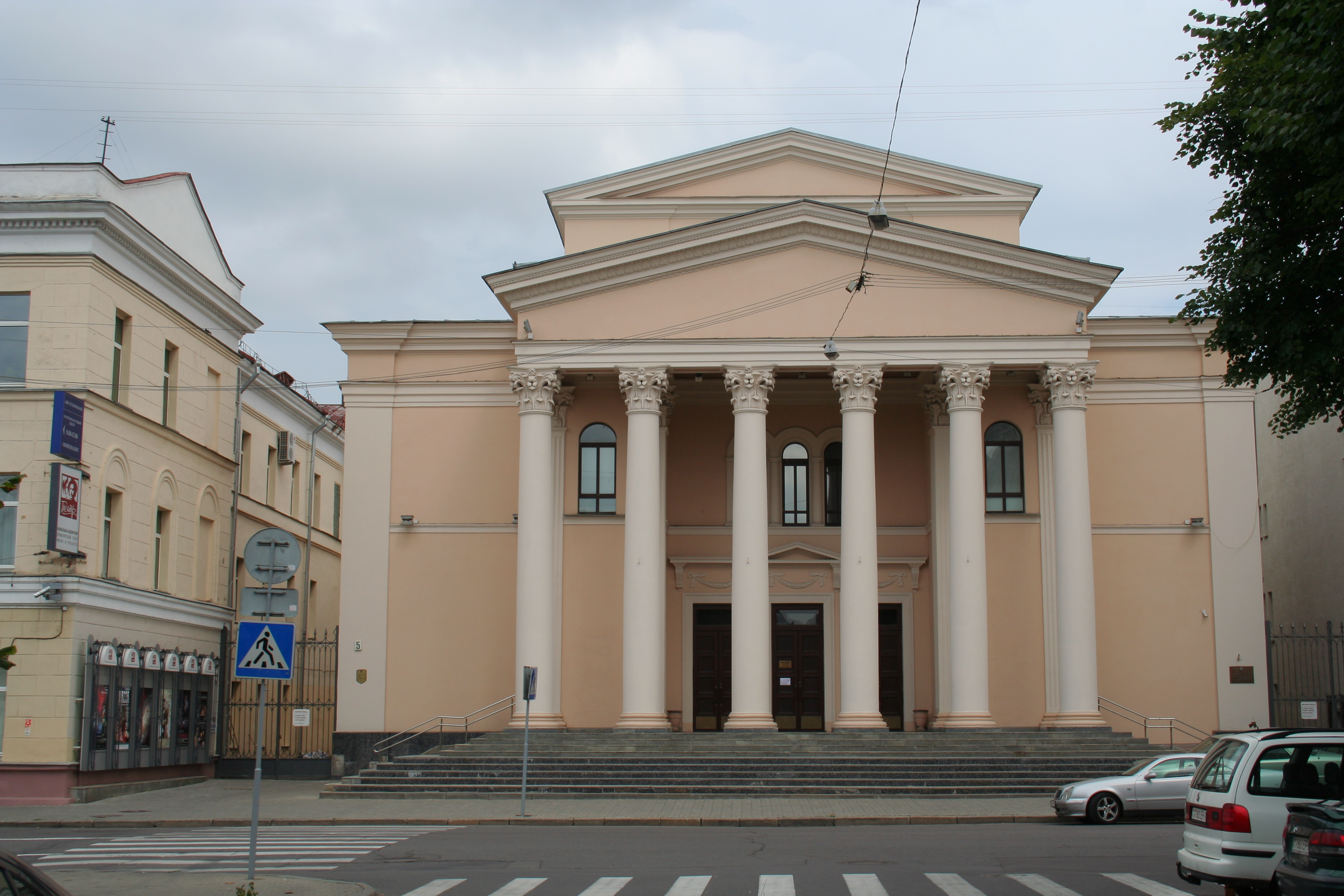
Национальный академический драматический театр им. М. Горького

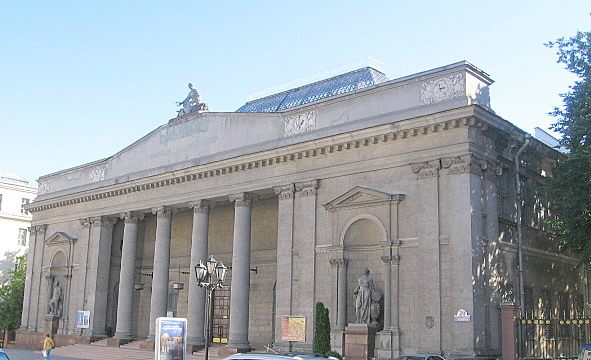
Национальный художественный музей Республики Беларусь

Михаил Иванович Бакланов (бел. Міхаіл Іванавіч Бакланаў; 30 января (12 февраля) 1914, село Ивановка (ныне Волновахского района Донецкой области Украины) — 23 января 1990, Минск) — белорусский советский архитектор. Заслуженный архитектор Белорусской ССР (1969).

## Биография
После окончания школы фабрично-заводского образования работал чертежником на Донецком металлургическом заводе. В 1932 году М. Бакланов начал учиться в Харьковском архитектурно-строительном техникуме, после окончания которого в 1936 поступил в Харьковский инженерно-строительный институт (теперь Харьковский национальный университет строительства и архитектуры). Однако учëбу не закончил. В декабре 1940 года с 4-го курса его призвали в армию, и вскоре он был направлен в 17-й отдельный дивизион аэростатов заграждения под г. Белосток.
В начале Великой Отечественной войны рядовой Бакланов сражался с фашистами, но уже в июле 1941 года попал в плен. До 1943 находился в лагерях для военнопленных на территории Польши. В марте бежал и вскоре после этого вступил в партизанскую бригаду «Народные мстители». За активное участие в боях с оккупантами он был награждён медалью «Партизану Отечественной войны» I степени.
После освобождения Беларуси Михаила Бакланова в августе 1944 года направили на работу в архитектурно-планировочную мастерскую Управления по делам архитектуры при СНК БССР (Белгоспроекте) в мастерскую, которую возглавлял профессор М. Барщ. В течение 36 лет трудовая биография зодчего была связана с этим институтом. Здесь он прошёл путь от рядового архитектора до руководителя архитектурно-конструкторской мастерской.
После выхода на пенсию увлёкся живописью, копировал произведения русских художников второй половины XIX века.

## Творческий путь
Мастерство М. Бакланова сформировалось под влиянием таких видных мастеров архитектуры, как И. Лангбард, М. Парусников, М. Барщ. М. Бакланов целиком разделял их творческие пристрастия и на протяжении 1944—1950 гг. был их учеником и активным помощником.
Творческую самостоятельность М. Бакланову удалось обрести лишь в 1949 году, когда он получил свой первый крупный заказ — разработку проекта здания Государственной картинной галереи БССР.
М. Бакланов был в числе зодчих, активно занимающихся послевоенным возрождением белорусской столицы, одним из архитекторов того периода, кто первым реализовал такой типологический ряд крупного общественного здания, как картинная галерея (художественный музей) БССР.

## Проекты и постройки. Минск

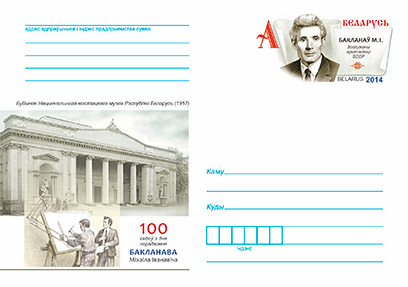
Конверт с оригинальной маркой Республики Беларусь, посвящённый 100-летию со дня рождения М. И. Бакланова. 2014 г.

- Национальный академический драматический театр им. М. Горького (реконструкция, 1948—1950),
- здание Минского областного статистического управления (1954),
- здание архитектурно-строительного техникума (1954),
- Государственная картинная галерея БССР (1954—1957) (ныне Национальный художественный музей Республики Беларусь),
- жилой дом на углу улиц Захарова и Первомайской (1958),
- учебные корпуса Белорусского института механизации сельского хозяйства (1960) (ныне Белорусский государственный аграрный технический университет),
- библиотечный корпус Белорусского политехнического института (ныне Белорусский национальный технический университет),
- учебные корпуса медицинского института (1966),
- главный корпус, корпус радиофизики и электроники Белорусского Государственного университета (1966) (совм. с А. Г. Духаном),
- главный корпус туристической базы (1968) и комплекс дома отдыха «Сосны» (1975) на озере Нарочь (Мядельский район Минской области).
- кинотеатр «Победа» по ул. Интернациональной (совм. с М. Барщом)
- памятник Якубу Коласу в дер. Миколаевщина Столбцовского района, Минской области,
- государственные дачи Управления делами Совета Министров Беларуси в Беловежской пуще и др.